# Gauliga Baden 1933/34
De Gauliga Baden 1933/34 was het eerste voetbalkampioenschap van de Gauliga Baden. De Gauliga werd in 1933 in het leven geroepen als nieuwe hoogste klasse in het Duitse voetbal en had zestien regionale onderverdelingen. SV Waldhof werd kampioen en plaatste zich voor de eindronde om de Duitse landstitel, waar de club de halve finale bereikte en daarin uitgeschakeld werd door FC Schalke 04. 

## Samenstelling
De samenstelling van de Gauliga Baden kwam als volgt tot stand.
- de vijf beste clubs uit de Bezirksliga Württemberg/Baden, Badense groep 1932/33:
  - Karlsruher FC Phönix
  - Karlsruher FV
  - VfB Mühlburg (fusie tussen FC Mühlburg 1905 en VfB Karlsruhe)
  - Freiburger FC
  - SC Freiburg
- de twee clubs uit Baden uit de Bezirksliga Württemberg/Baden, die in de Württembergse groep 1932/33 speelden: 
  - 1. FC Pforzheim
  - Germania Brötzingen
- de drie beste teams uit Baden die in de Rijncompetitie speelden. 
  - SV Waldhof Mannheim
  - VfL Neckarau
  - VfR Mannheim

## Eindstand
| Plaats | Club                   | Wed. | W  | G | V  | Saldo | Ptn.  |
| ------ | ---------------------- | ---- | -- | - | -- | ----- | ----- |
| 1      | SV Waldhof             | 18   | 10 | 5 | 3  | 42:28 | 25:11 |
| 2      | VfR Mannheim           | 18   | 10 | 4 | 4  | 43:22 | 24:12 |
| 3      | Freiburger FC          | 18   | 9  | 6 | 3  | 35:36 | 24:12 |
| 4      | Karlsruher FC Phönix   | 18   | 8  | 2 | 8  | 33:26 | 18:18 |
| 5      | 1. FC Pforzheim        | 18   | 8  | 2 | 8  | 38:35 | 18:18 |
| 6      | Karlsruher FV          | 18   | 6  | 6 | 6  | 23:29 | 18:18 |
| 7      | VfL Neckarau           | 18   | 6  | 5 | 7  | 30:31 | 17:19 |
| 8      | VfB Mühlburg           | 18   | 6  | 5 | 7  | 25:26 | 17:19 |
| 9      | FC Germania Brötzingen | 18   | 7  | 2 | 9  | 36:39 | 16:20 |
| 10     | SC Freiburg            | 18   | 2  | 2 | 14 | 21:54 | 6:30  |

|  | Kampioen, geplaatst voor nationale eindronde |
|  | Degradatie naar Bezirksliga                  |

## Promotie-eindronde
| Plaats | Club                    | Wed. | Saldo | Ptn. |
| ------ | ----------------------- | ---- | ----- | ---- |
| 1.     | Germania Karlsdorf      | 4    | 7:6   | 6:2  |
| 2.     | Mannheimer FC Lindenhof | 4    | 9:8   | 4:4  |
| 3.     | FC Villingen 08         | 4    | 7:9   | 2:6  |

|  | Promotie naar Gauliga Baden 1934/35 |